# كوني باور
كوني باور (بالألمانية: Conny Bauer)‏ هو عازف جاز ألماني، ولد في 4 يوليو 1943 في هاله في ألمانيا.

## وصلات خارجية
- كوني باور على موقع IMDb (الإنجليزية)
- كوني باور على موقع ميوزك برينز (الإنجليزية)
- كوني باور على موقع ميوزك برينز (الإنجليزية)
- كوني باور على موقع أول ميوزيك (الإنجليزية)
- كوني باور على موقع ديسكوغز (الإنجليزية)
- كوني باور على موقع كينوبويسك (الروسية)